# Meizodon plumbiceps
Meizodon plumbiceps — вид змій родини полозових (Colubridae). Мешкає в Східній Африці.

## Поширення і екологія
Meizodon plumbiceps мешкають в регіоні Огаден на сході Ефіопії, на півдні Сомалі та на північному сході Кенії. Вони живуть в прибережних заростях, галерейних лісах, сухих саванах і напівпустелях, на висоті від 700 до 1500 м над рівнем моря. Ведуть денний, наземний, прихований спосіб життя, ховаються в норах або густій рослинності. Відкладають яйця.